# Косма, Жозеф
Жозеф Косма (фр. Joseph Kosma; 22 октября 1905, Будапешт — 7 августа 1969, Ла-Рош-Гийон) — французский композитор еврейского происхождения из Венгрии. Эмигрировал с семьей в Париж в 1933 году. Жак Превер представил его Жану Ренуару, в сотрудничестве с которым была написана музыка ко многим фильмам («Великая иллюзия», «Человек-зверь», «Адрес неизвестен», «Невиновные в Париже») а также с Марселем Карне — фильмы «Врата ночи», где впервые звучит знаменитая мелодия песни «Опавшие листья» в исполнении Ива Монтана, и «Дети райка». Сочинил музыку к первому варианту фильма Поля Гримо «Пастушка и трубочист» (1952 год). Автор музыки для мультипликационного фильма Поля Гримо «Маленький солдат» (1947).
Похоронен на кладбище Монмартр.